# Le vie della città (film 1931)
Le vie della città (City Streets) è un film del 1931 diretto da Rouben Mamoulian.
È stato indicato tra i migliori dieci film del 1931 dal National Board of Review of Motion Pictures.
Per il ruolo di Nan era stata inizialmente scelta Clara Bow.

## Trama
Negli anni del proibizionismo, l'odissea giudiziaria di Nan, figlia di un gangster, ingiustamente incolpata dell'omicidio di un certo Blackie. In realtà l'omicida è Pap Cooley, ma il capobanda Big Fellow Maskal non permette che la verità venga fuori e progetta l'uccisione della ragazza quando questa uscirà di prigione. Ma il suo luogotenente The Kid salverà la ragazza in un colpo di scena finale, coronando anche il suo sogno d'amore.

## Produzione
Prodotto dalla Paramount Pictures, il film fu girato a New York, negli studi Astoria della Paramount a Queens.

## Distribuzione
Distribuito dalla Paramount Pictures, il film uscì nelle sale statunitensi il 18 aprile 1931.

### Edizione italiana
Il doppiaggio italiano venne eseguito negli stabilimenti di Joinville-le-Pont, nei pressi di Parigi.

### Date di uscita
IMDb
- Stati Uniti d'America: 18 aprile 1931
- Austria: 6 novembre 1931
- Portogallo: 18 gennaio 1932
- Danimarca: 24 giugno 1932
- Finlandia: 26 maggio 1975 (prima TV)

### Titoli internazionali
- Austria: Pulverfaß New York
- Brasile: Ruas da Cidade
- Danimarca: Storbyens hajer
- Francia: Les Carrefours de la ville
- Germania: Straßen der Weltstadt
- Grecia: Diki sou gia panta
- Portogallo: Ruas da Cidade
- Spagna: Las calles de la ciudad
- Ungheria: Nagyvárosi utcák
- Stati Uniti d'America: City Streets